# Zabrdica
Zabrdica (Serbisches-kyrillisch: Забрдица) ist ein Dorf im Westen Serbiens.

## Name
Der Name des Dorfes Zabrdica soll sich von seiner geographischen Lage ableiten. Zabrdica, was zu deutsch etwa Hinter den Hügeln bedeutet, ist durch die vielen Hügel die das Dorf umgeben nur aus der Nähe zu verorten.

## Geographie

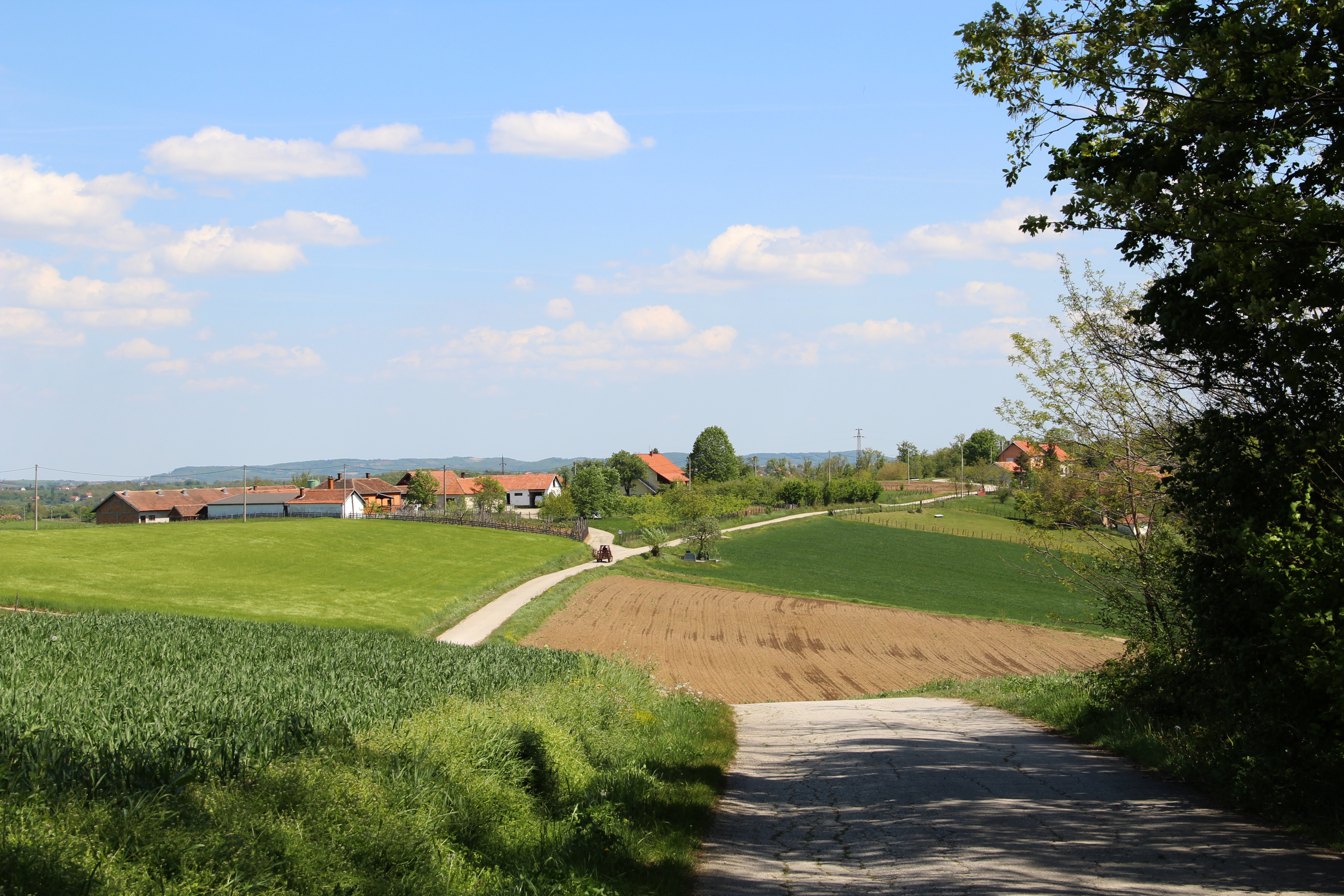
Felder und Dorfweiler in Zabrdica

Das Dorf liegt in der Opština Valjevo, im Okrug Kolubara in der historischen Region Podgorina im nordwestlichen Zentralserbien. Zabrdica liegt an der Nordseite der Stadt Valjevo oberhalb des Dorfes Gornja Grabovica, verstreut auf den Hügeln und Hängen, die die Täler der zwei Flüsse Kolubara und Rabas voneinander trennen. Der Rabas fließt durch das Dorf.
Das Dorfgebiet ist recht hügelig und uneben, bestehend aus sekundären Kalkstein, mit einigen Tälern abfallend gen Süden. Die wichtigsten und höchsten Erhebungen im Dorf sind: Brdo, Izvršac, Lisine und Vis.
Auf dem Dorfgebiet gibt viele trinkbare Quellen. Als eine der größten Quellen gilt die Krivonož-Quelle, die sich im Dorf zum Bach Krivonož entwickelt, der in die Jasenička Reka mündet. Auch die Bachquelle Vrelo, die aus dem Nachbardorf Gornja Grabovica nach Zabrdica strömt, entwickelt sich mit zwei weiteren Bächen zum Flüsschen Krivošija, die östlich des Dorfes in die Kolubara mündet. Die meisten Dorfweiler und Dorfhäuser gruppieren sich um die Flüsse, Bäche und deren Täler.
Wälder gibt es im Dorfgebiet viele, vor allem an den Hängen der einzelnen Hügel und im Nordteil von Zabrdica. Es dominieren Laubbäume im Dorf.

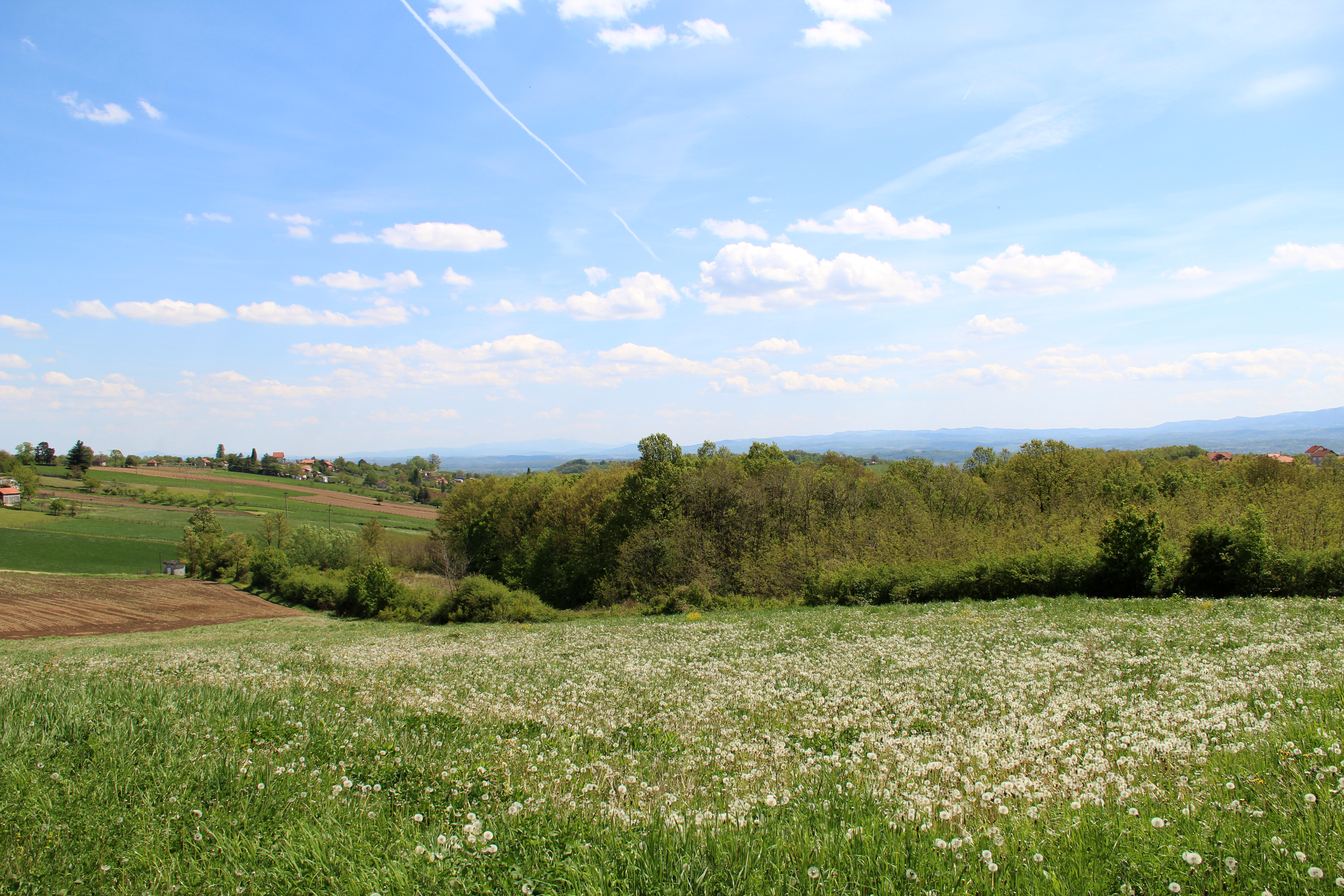
Wiese und Umgebung von Zabrdica

Die Erde im Dorf galt am Anfang des 20. Jahrhunderts als mager, trocken und unfruchtbar, nur mit guter Bewässerung und intensiver Feldarbeit, ließ sich ein zufriedenstellender Ertrag erwirtschaften. Die besten Ackerflächen fand man um den Fluss Rabas und das Flüsschen  Krivošija, von denen es allerdings wenige gab und so hatten viele Dorfbewohner Felder um die Kolubara und in Nachbarorten gekauft und bestellt. Sonst lagen die Felder in der Dorfmitte und an den Bachläufen. Heutzutage lässt sich durch die verbesserte Technik und Bewässerung, besser im Dorf Landwirtschaft betreiben und Zabrdica ist von vielen Feldern umgeben.
Zabrdica ist eine Streusiedlung. Die meisten Dorfweiler tragen den Namen der größten Familien die in ihnen leben, wobei auch Angehörige derselben Familie in mehreren Weilern leben. Die Dorfweiler tragen folgenden Namen: Đurići, Jankovići und Obradovići.
Das Dorf ist etwa 70 km südwestlich der serbischen Hauptstadt Belgrad und rund 7 km nördlich von der Gemeindehauptstadt Valjevo entfernt.

## Bevölkerung
Zabrdica hatte bei der Volkszählung 2011 352 Einwohner, während es 2002 462 Einwohner waren. Die Bevölkerung setzt sich aus Serben zusammen.

### Demographie
| Jahr | Einwohnerzahl |
| ---- | ------------- |
| 1948 | 558           |
| 1953 | 780           |
| 1961 | 702           |
| 1971 | 646           |
| 1981 | 590           |
| 1991 | 491           |
| 2002 | 462           |
| 2011 | 352           |

Folgende Familien leben in Zabrdica: Krstivojević, Ivanović, Janković, Lazić, Grbić, Jevtić, Gajić, Pušić, Patrijarević, Kuzmanović, Milić, Obradović, Đurić, Pavić und Rosić.

## Geschichte

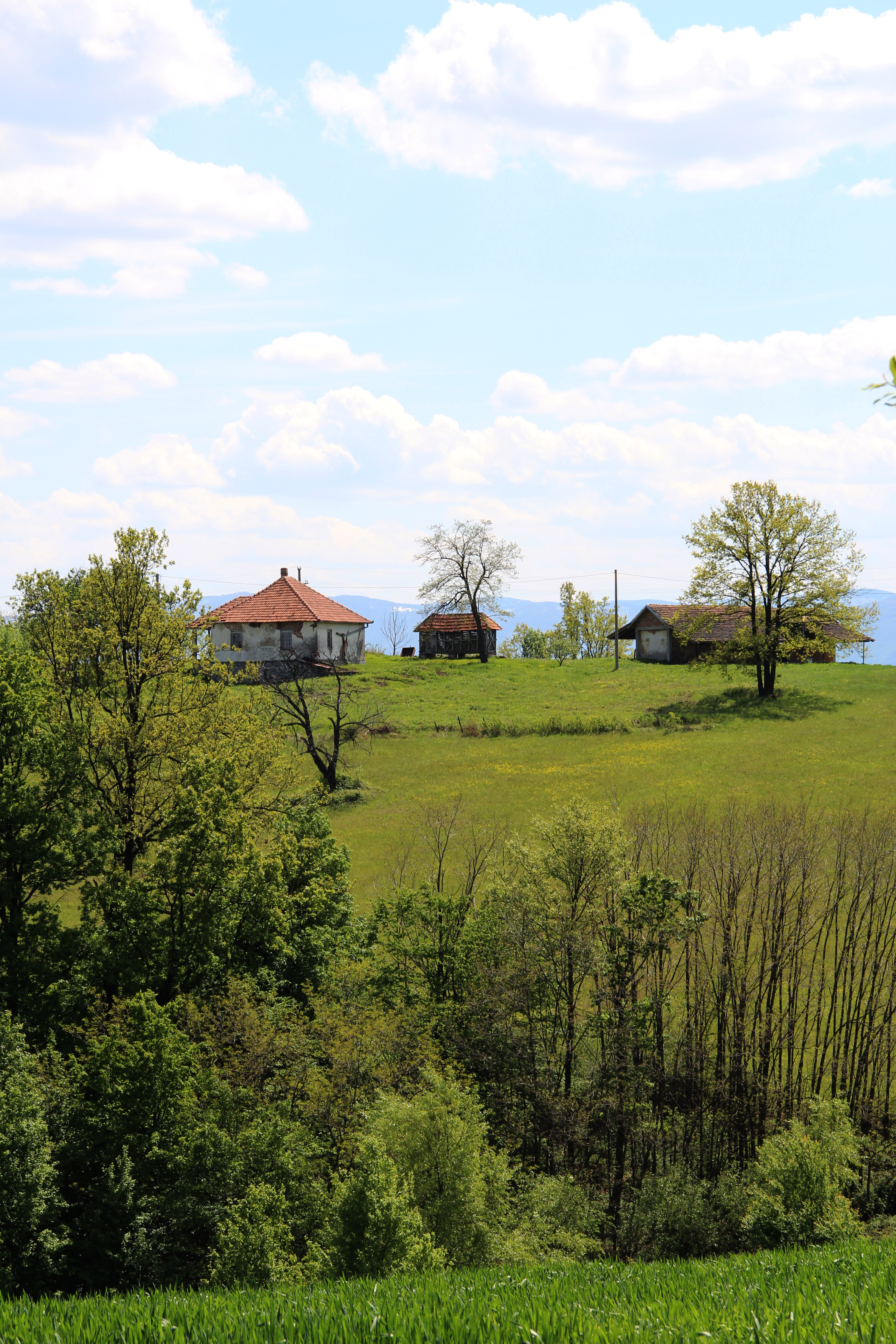
Alte Häuser und Natur im Dorf

Zabrdica ist ein altes Dorf. Laut der Volkslegende gründeten zwei Brüder das Dorf. Die Dorfbewohner sind sich uneins, ob diese Brüder von irgendwo anders nach hier zogen oder alteingesessene Bewohner der Gegend waren. Die Mehrheit glaubt, dass sie zugezogen sind, dies sei aber schon so lang her, dass man nicht mehr wisse von wo genau.
Von den Gebrüdern stammen die ältesten Familien im Dorf ab, die auch die Weiler gründeten, die : Đurići, Jankovići und Obradovići. Alle anderen im Dorf lebenden Familien sind im Laufe des 18. und 19. Jahrhunderts aus Montenegro und Bosnien ins Dorf zugezogen.
Zu Zeiten der österreichisch-ungarischen Besatzung der Gegend von 1717 bis 1737, wir das Dorf als Sabardiza erwähnt.
Im  Jahre 1735 wird in einer Auflistung der Serbisch-orthodoxen Eparchie Valjevo das Dorf Zabrdica mit 11 Haushalten erwähnt. 1818 wird in den osmanischen Steuereintragungen das Dorf mit 38 Haushalten erwähnt. 1866 lebten im Ort 442 Bewohner in 36 Haushalten. Und im Jahre 1900 lebten 486 Menschen im Ort, verteilt auf 50 Haushalte. Im frühen 20. Jahrhundert gehörte Zabrdica zu Opština Brankovina im Srez Valjevo. Die Dorfkirche und das Dorfgericht von Zabrdica stehen im Nachbardorf Brankovina.

## Religion
Die Bevölkerung bekennt sich zur Serbisch-orthodoxen Kirche. Als Slava des Dorfes gilt die Tomina Nedelja (die Erste Woche nach dem orthodoxen Osterfest). In Zabrdica existiert ein gemeinsamer Serbisch-orthodoxe Dorffriedhof.

## Infrastruktur
Im Dorf steht seit 1946 die Grundschule OŠ „Sveti Sava“, diese Schule ist eine Außenstelle der Grundschule im Dorf Popučke, gleichen Namens. Die Schulen sind dem serbischen Nationalheiligen Sava von Serbien gewidmet.
Die Dorfbewohner leben hauptsächlich von der Landwirtschaft, Viehzucht und dem Obstanbau. Bekannt ist Zabrdica in der Gegend auch als Dorf mit den besten Weinbergen der Gegend, wo erfolgreich Weinanbau betrieben wird. Die Weine aus Zabrdica gelten als gut und haben eine gute Qualität.

## Persönlichkeiten
In Zabrdica hat der Schauspieler Nenad Jezdić ein Anwesen.

## Galerie

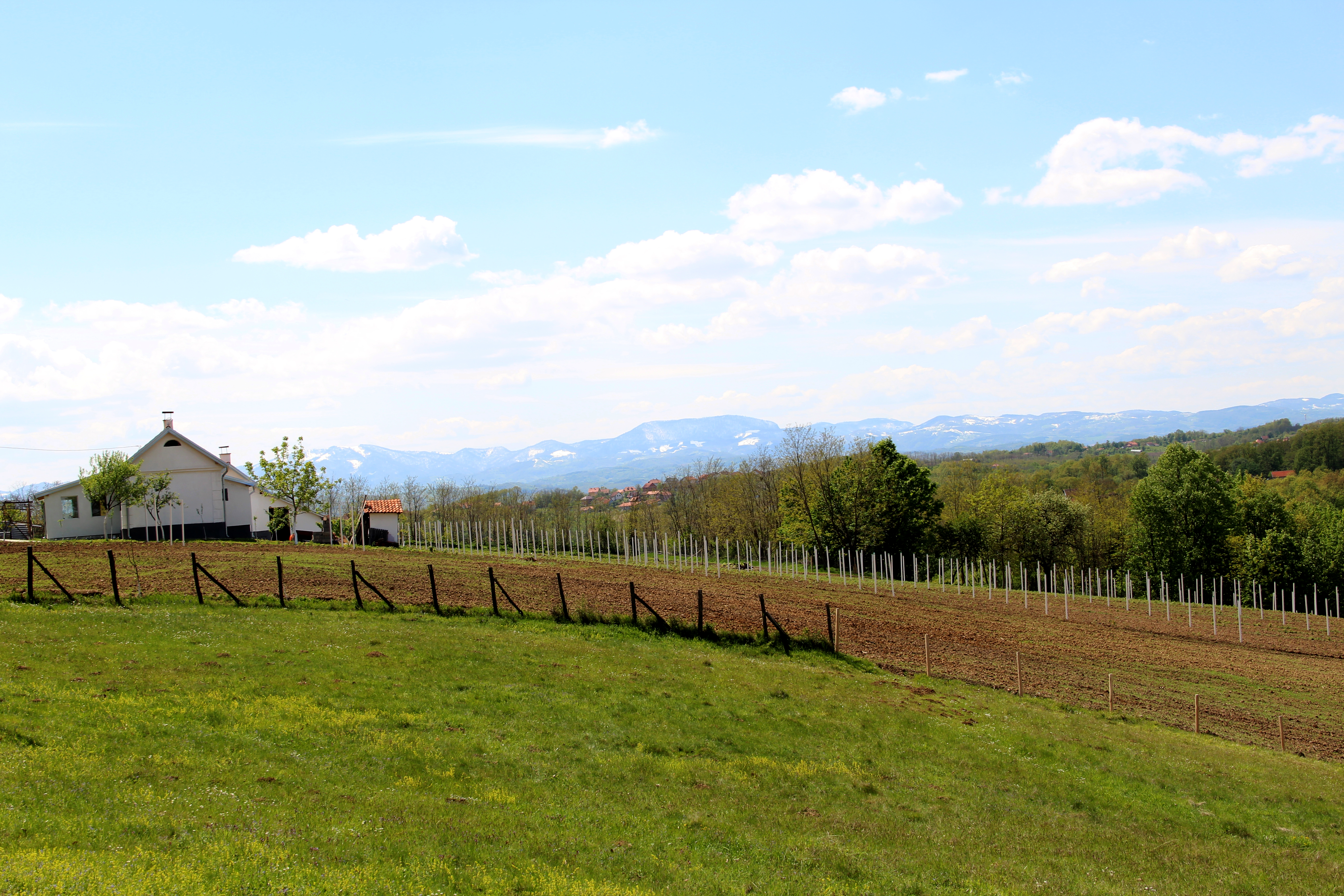
Blick auf ein Gehöft im Dorf
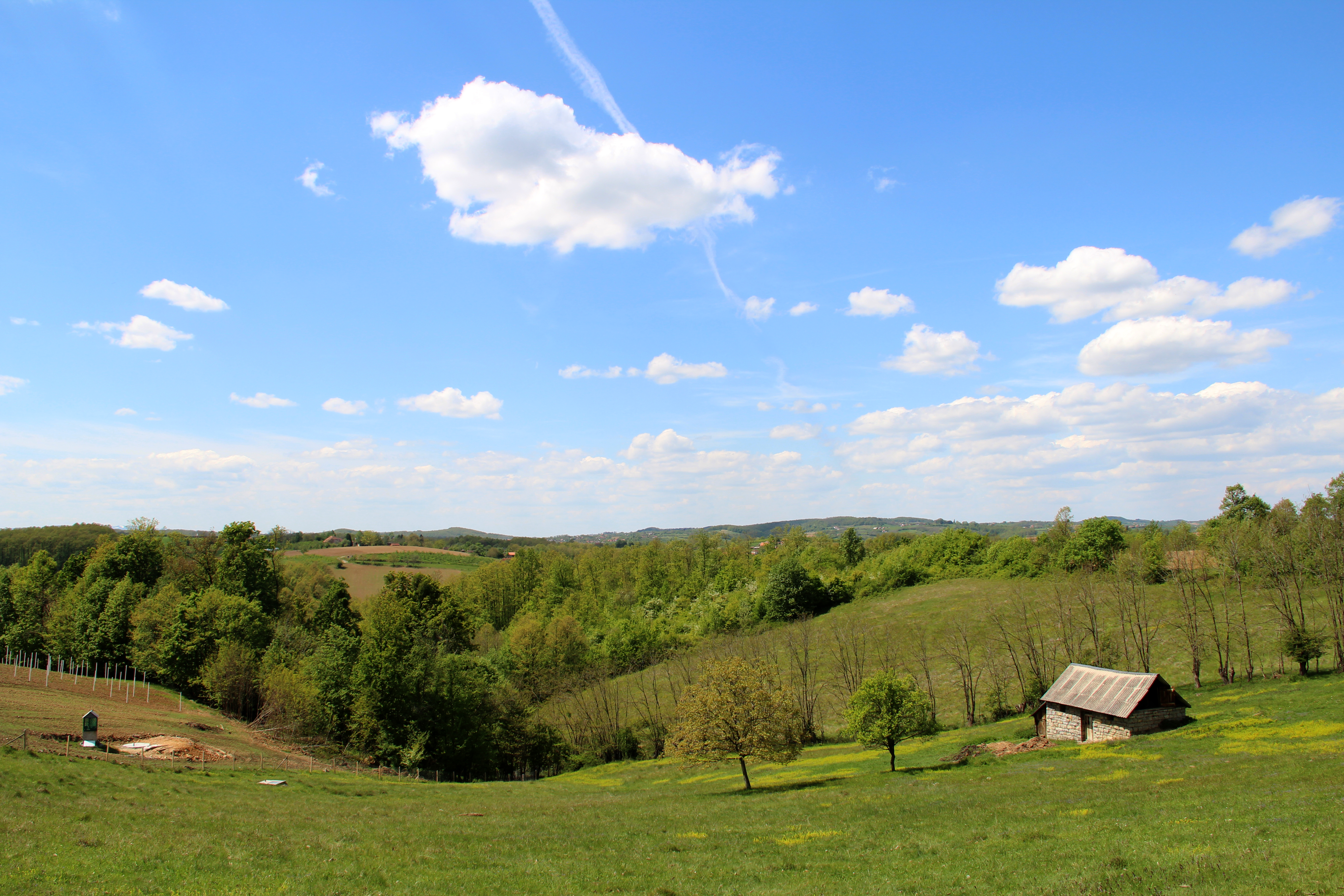
Dorfidylle im Frühjahr
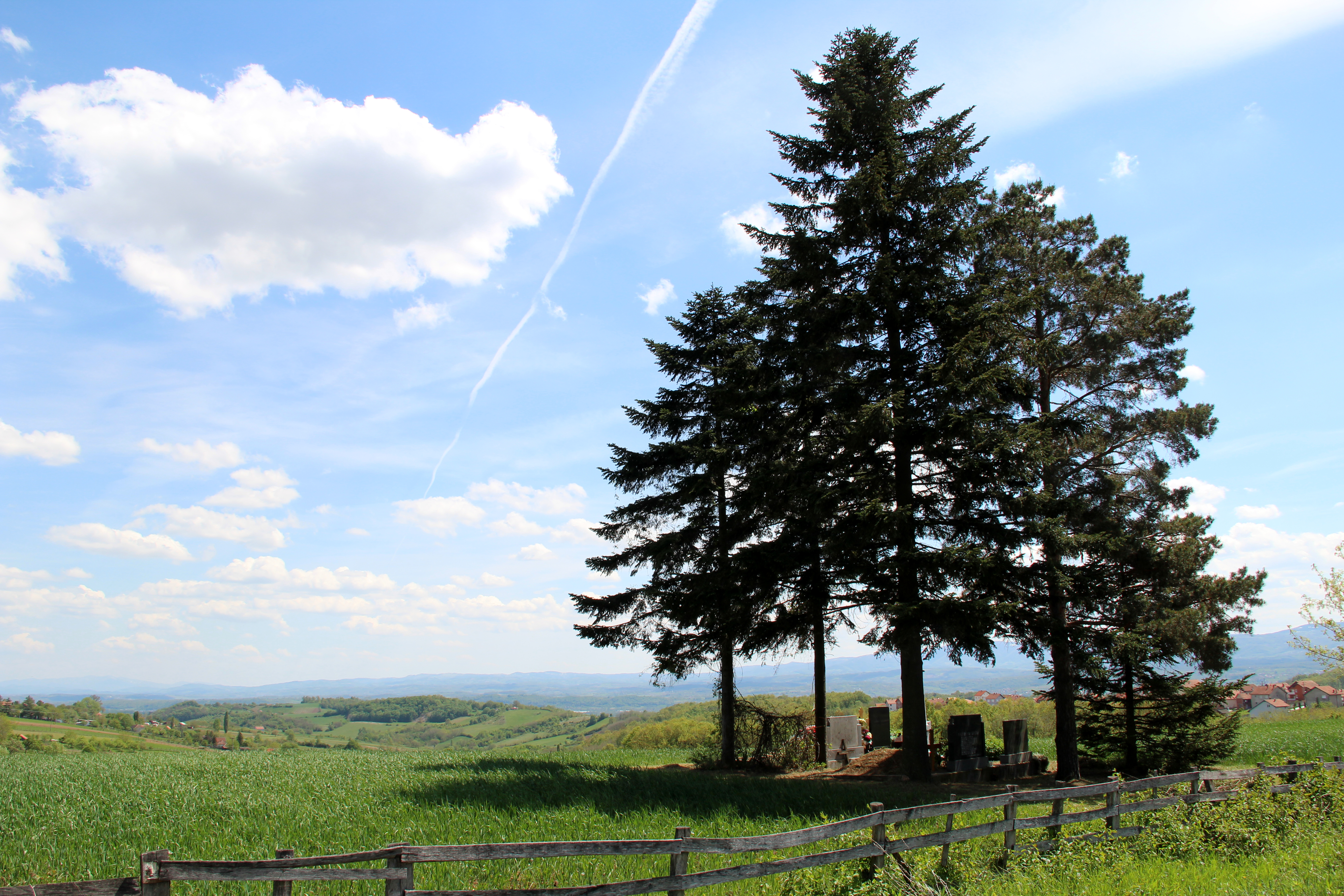
Nadelbäume und ein Teil des Dorffriedhofs
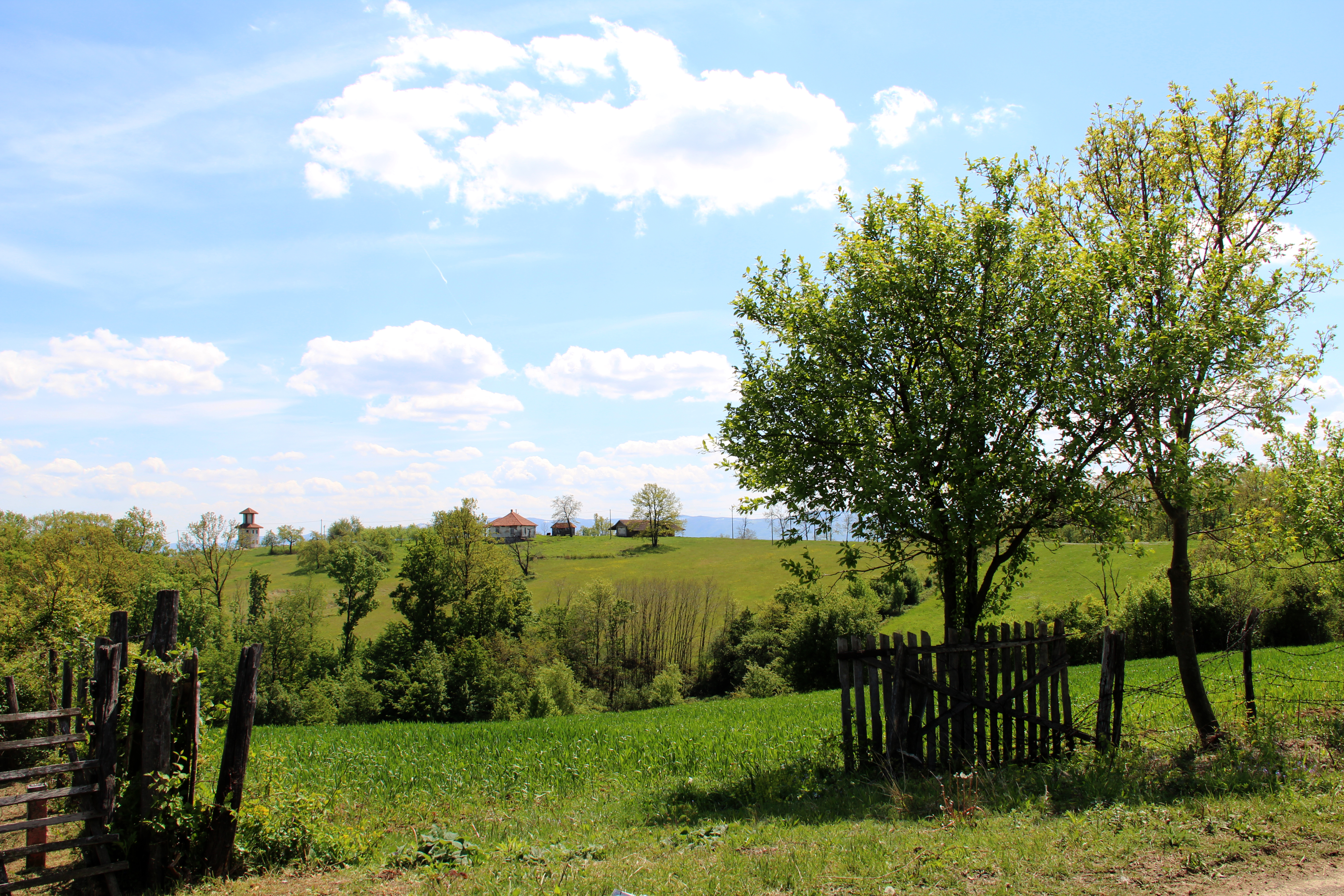
Alter Holzzaun und Natur
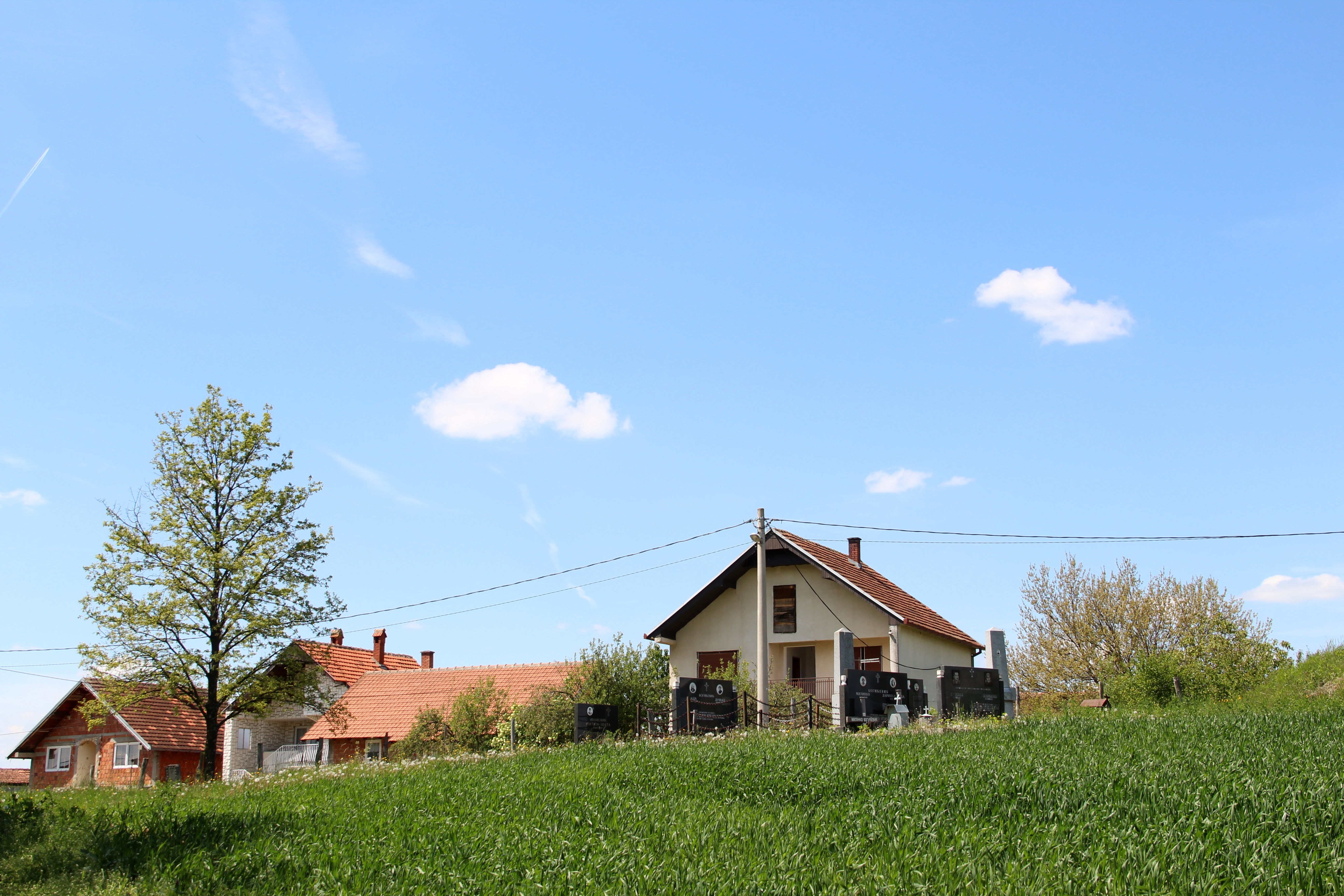
Häuser und Grabmäler
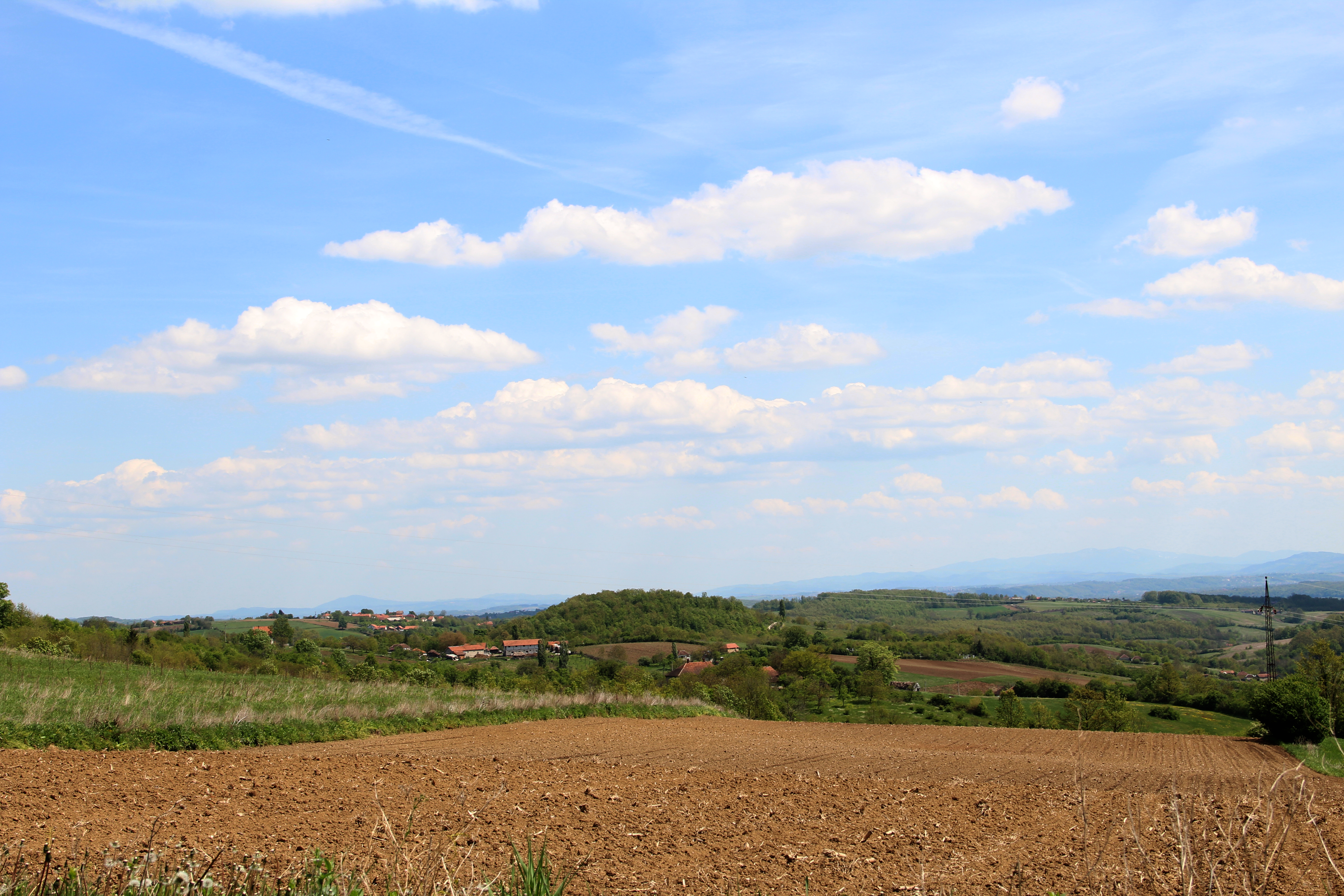
Feld und Umgebung
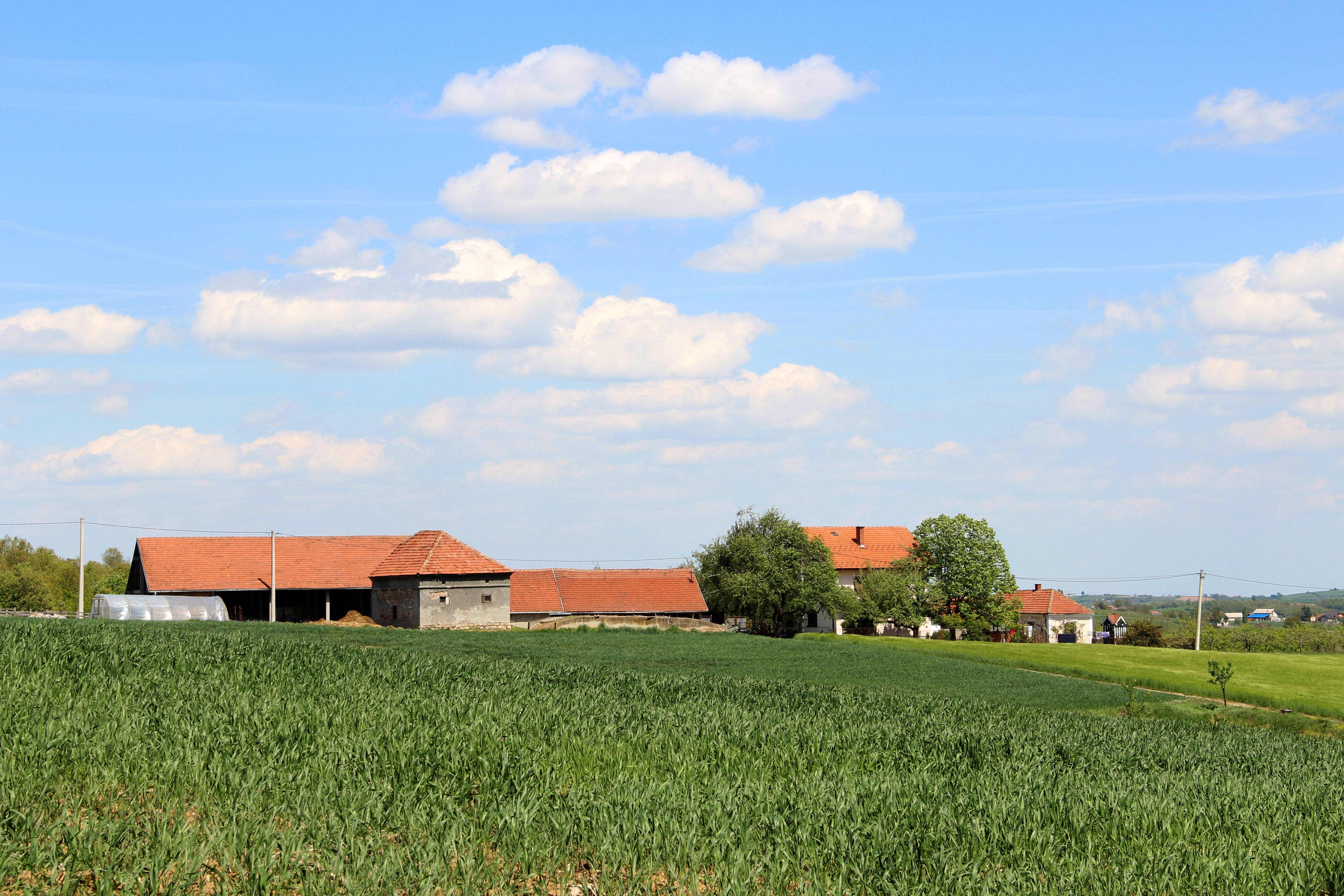
Gehöft im Ort

## Belege
- 1.) Artikel über das Dorf auf der Seite poreklo.rs, (serbisch)
- 2.) „Књига 9“. Становништво, упоредни преглед броја становника 1948, 1953, 1961, 1971, 1981, 1991, 2002, подаци по насељима. webrzs.stat.gov.rs. Београд: Републички завод за статистику. мај 2004. ISBN 86-84433-14-9.
- 3.) „Књига 1“. Становништво, национална или етничка припадност, подаци по насељима. webrzs.stat.gov.rs. Београд: Републички завод за статистику. фебруар 2003. ISBN 86-84433-00-9.
- 4.) „Књига 2“. Становништво, пол и старост, подаци по насељима. webrzs.stat.gov.rs. Београд: Републички завод за статистику. фебруар 2003. ISBN 86-84433-01-7.